# Pidonia
Pidonia is een kevergeslacht uit de familie van de boktorren (Cerambycidae). De wetenschappelijke naam van het geslacht werd voor het eerst geldig gepubliceerd in 1863 door Mulsant.

## Soorten
Pidonia omvat de volgende soorten:
- Pidonia quadrata Hopping, 1931
- Pidonia aenipennis (Gressitt, 1935)
- Pidonia albomaculata (Matsushita, 1931)
- Pidonia amentata (Bates, 1884)
- Pidonia anmashana Kuboki, 1993
- Pidonia approximata Kuboki, 1977
- Pidonia chiaomui Kuboki, 1995
- Pidonia chui Chou, 1998
- Pidonia dealbata Kuboki, 1981
- Pidonia fushani Kuboki, 1993
- Pidonia hamadryas Kuboki, 1977
- Pidonia hayashii Koike, 1971
- Pidonia hohuanshana Chou, 1998
- Pidonia hylophila Kuboki, 1977
- Pidonia insuturata Pic, 1901
- Pidonia luna Chou & Wu, 2005
- Pidonia lyra Kuboki & K. Suzuki, 1978
- Pidonia masakii Hayashi, 1955
- Pidonia miwai (Matsushita, 1933)
- Pidonia pilushana S. Saito, 1979
- Pidonia sadoensis Kuboki, 1993
- Pidonia simillima Ohbayashi & Hayashi, 1960
- Pidonia subaenea (Gressitt, 1935)
- Pidonia taipingshana Kuboki, 1995
- Pidonia takahashii Kuboki, 1983
- Pidonia yushana Chou & Wu, 2005
- Pidonia aegrota (Bates, 1884)
- Pidonia aestivalis Kuboki, 1994
- Pidonia alsophila Kuboki, 1997
- Pidonia amabilis Kuboki, 1980
- Pidonia binigrosignata Hayashi, 1974
- Pidonia chienhsingi Kuboki, 1995
- Pidonia confusa S. Saito, 1980
- Pidonia debilis (Kraatz, 1879)
- Pidonia formosana Tamanuki & Mitono, 1939
- Pidonia formosissima Kuboki, 1980
- Pidonia pudica Kuboki, 1994
- Pidonia sacrosancta Kuboki, 1995
- Pidonia telephia Kuboki, 1996
- Pidonia changi Hayashi, 1971
- Pidonia heudei (Gressitt, 1939)
- Pidonia puziloi (Solsky, 1872)
- Pidonia testacea (Matsushita, 1933)
- Pidonia warusawadakensis Ohbayashi, 1959
- Pidonia chujoi Ohbayashi & Hayashi, 1960
- Pidonia fujisana Obika & Kusama, 1971
- Pidonia oyamae (Oyama, 1908)
- Pidonia gnathoides (LeConte, 1873)
- Pidonia alpina An & Kwon, 1991
- Pidonia alticollis (Kraatz, 1879)
- Pidonia amurensis Pic, 1900
- Pidonia angustata Kuboki, 1994
- Pidonia armata Holzschuh, 1991
- Pidonia atripennis Hayashi, 1978
- Pidonia aurata (Horn, 1860)
- Pidonia benesi Holzschuh, 1998
- Pidonia bispina Holzschuh, 1998
- Pidonia bivittata S. Saito, 1980
- Pidonia bouvieri Pic, 1902
- Pidonia businskyorum Holzschuh, 1998
- Pidonia chairo Tamanuki, 1943
- Pidonia chinensis Hayashi & Villiers, 1985
- Pidonia compta Holzschuh, 1998
- Pidonia cuprescens Holzschuh, 1991
- Pidonia densicollis (Casey, 1914)
- Pidonia dentipes Holzschuh, 1998
- Pidonia deodara Kuboki, 1986
- Pidonia determinata Holzschuh, 1998
- Pidonia discoidalis Pic, 1901
- Pidonia effracta Holzschuh, 1998
- Pidonia elegans An & Kwon, 1991
- Pidonia exilis Holzschuh, 1991
- Pidonia falcata Kuboki, 1997
- Pidonia flaccidissima Kuboki, 1994
- Pidonia foveolata Holzschuh, 1998
- Pidonia frivola Holzschuh, 1998
- Pidonia fumaria Holzschuh, 2003
- Pidonia gibbicollis (Blessig, 1872)
- Pidonia gloriosa Kuboki, 1993
- Pidonia gorodinskii Holzschuh, 1998
- Pidonia grallatrix (Bates, 1884)
- Pidonia hamifera Holzschuh, 1998
- Pidonia hayakawai Kuboki, 2001
- Pidonia himehana S. Saito, 1992
- Pidonia ignobilis Holzschuh, 1991
- Pidonia indigna Holzschuh, 1991
- Pidonia infuscata (Gressitt, 1939)
- Pidonia ingenua (Wickham, 1914)
- Pidonia insperata A. Saito, 1995
- Pidonia jasha Saito & Saito, 1989
- Pidonia kanwonensis Danilevsky, 1993
- Pidonia koreana An & Kwon, 1991
- Pidonia kyushuensis Yamawaki, 1959
- Pidonia leidyi (Wickham, 1913)
- Pidonia leucanthophila Kuboki, 1978
- Pidonia limbaticollis Pic, 1902
- Pidonia longipalpis Kuboki, 1985
- Pidonia longipennis An & Kwon, 1991
- Pidonia lucida Holzschuh, 1991
- Pidonia ludmilae Holzschuh, 1998
- Pidonia lurida (Fabricius, 1793)
- Pidonia luridaria Holzschuh, 1998
- Pidonia maai Gressitt, 1951
- Pidonia maculithorax Pic, 1902
- Pidonia major S. Saito, 1979
- Pidonia malthinoides (Kraatz, 1879)
- Pidonia matsushitai Ohbayashi, 1958
- Pidonia maura Danilevsky, 1996
- Pidonia meridionalis Kuboki, 1978
- Pidonia michinokuensis Hayashi, 1981
- Pidonia misenina S. Saito & A. Saito, 1992
- Pidonia mitis Holzschuh, 1992
- Pidonia modesta Kuboki, 1997
- Pidonia morikawai Kuboki, 2001
- Pidonia mutata (Bates, 1884)
- Pidonia neglecta Kuboki, 1982
- Pidonia nobuoi Chou, 2009
- Pidonia obfuscata Holzschuh, 1991
- Pidonia obscurior Pic, 1902
- Pidonia occipitalis (Gressitt, 1935)
- Pidonia ohminesana Mizuno, 1987
- Pidonia orientalis Matsushita, 1933
- Pidonia orophila Holzschuh, 1991
- Pidonia palleola Holzschuh, 1991
- Pidonia pallida Ohbayashi & Hayashi, 1960
- Pidonia pallidicolor Hayashi, 1983
- Pidonia palligera Holzschuh, 1995
- Pidonia paradisiacola Kuboki, 1977
- Pidonia pauperula Holzschuh, 1999
- Pidonia picta Ganglbauer, 1890
- Pidonia propinqua Danilevsky, 1993
- Pidonia pullata Holzschuh, 1998
- Pidonia qinlingana Holzschuh, 1998
- Pidonia ruficollis (Say, 1824)
- Pidonia rutila Holzschuh, 1998
- Pidonia satoi Saito & Saito, 2003
- Pidonia sciaphila Kuboki, 2001
- Pidonia scripta (LeConte, 1869)
- Pidonia semiobscura Pic, 1902
- Pidonia seorsa Holzschuh, 1991
- Pidonia sertata Holzschuh, 1998
- Pidonia seungmoi An & Kwon, 1991
- Pidonia shikokensis Chûjo & Hayashi, 1951
- Pidonia sichuanica Holzschuh, 1992
- Pidonia signata Matsushita, 1933
- Pidonia signifera (Bates, 1884)
- Pidonia similis (Kraatz, 1879)
- Pidonia sororia Holzschuh, 1992
- Pidonia straminea Holzschuh, 1992
- Pidonia submetallica Hayashi, 1974
- Pidonia subsuturalis (Plavilstshikov, 1915)
- Pidonia suvorovi Baeckmann, 1903
- Pidonia suzukii Kuboki, 1982
- Pidonia sylvicola Kuboki, 1977
- Pidonia takakuwai Chou, 2009
- Pidonia takechii Kuboki, 1986
- Pidonia tsukamotoi Mizuno, 1979
- Pidonia tsushimana Saito & Saito, 1988
- Pidonia tsutsuii Kuboki, 1996
- Pidonia tsuyukii Kuboki, 1994
- Pidonia weolseoae An & Kwon, 1991
- Pidonia yamato Hayashi & Mizuno, 1953